# Bartel BM-4
O BM-4 foi a primeira aeronave desenvolvida na Polônia, era um biplano monomotor designado como treinador principal.

## História
Utilizado pela Força Aérea Polonesa e por particulares de 1929 a 1939, foi fabricado em Poznań na fabrica da Samolot. Desenhado por Ryszard Bartel com base no projeto cancelado do Bartel BM-2 que não havia saído do estágio de protótipo.

## Operadores
Afeganistão
- Força Aérea Afegã - o primeiro protótipo BM-4b foi dado ao rei do Afeganistão Amanullah Khan durante a sua visita à Polônia em 1928.

 Polónia
- Força Aérea Polonesa